# Mischocyttarus gynandromorphus
Mischocyttarus gynandromorphus är en getingart som beskrevs av Richards 1945. Mischocyttarus gynandromorphus ingår i släktet Mischocyttarus och familjen getingar. Inga underarter finns listade i Catalogue of Life.